# Ugolini Ridge
Ugolini Ridge är en bergstopp i Antarktis. Den ligger i Östantarktis. Nya Zeeland gör anspråk på området. Toppen på Ugolini Ridge är 1 626 meter över havet.
Terrängen runt Ugolini Ridge är lite bergig, och sluttar norrut. Trakten är obefolkad. Det finns inga samhällen i närheten. 